# Ердманнгаузен
Ердманнгаузен (нім. Erdmannhausen) — громада в Німеччині, знаходиться в землі Баден-Вюртемберг. Підпорядковується адміністративному округу Штутгарт. Входить до складу району Людвігсбург.
Площа — 8,71 км2. Населення становить 5307 ос. (станом на 31 грудня 2020).